# ФК Орловац Мрчајевци
ФК Орловац је фудбалски клуб из Мрчајевца, Србија, и тренутно се такмичи у Западно-моравској зони, четвртом такмичарском нивоу српског фудбала. Клуб је основан 1932. године.
Боје клуба су плаво-беле.
Осим сениорског погона велика пажња се посвећује раду са млађим категоријама, тако данас омладински погон клуба броји преко 70 дечака узраста од 14 година и млађих.

## Историја

### Почеци
Прва фудбалска лопта донета је у Мрчајевце 1929. године. Фудбал је почео да се игра на вашаришту у центру села. Први фудбалски клуб је основан 1932. године под именом „Орловац”.
Под истим именом се такмичи и постоји већ 90 година

### Братски клуб
ФК „Орловац” је побратим са НК „БСК” из Бијелог Брда код Осијека. Побратимство траје већ 40 година.
- Братси сусрет: НК „БСК” Бијело Брдо - ФК „Орловац” Мрчајевци,8. август 1987.године. Резултат 2:2.

## Новији резултати
| Сезона   | Ранг | Лига                   | Позиција | ИГ | Д  | Н  | П  | ГД | ГП | ГР  | Бод | Куп                  |
| -------- | ---- | ---------------------- | -------- | -- | -- | -- | -- | -- | -- | --- | --- | -------------------- |
| 2002/03. | 4    | Зона Морава            | 7.       | 30 | 14 | 5  | 11 | 57 | 39 | +18 | 47  | Није се квалификовао |
| 2003/04. | 4    | Зона Морава            | 8.       | 30 | 11 | 6  | 13 | 50 | 60 | -10 | 39  | Није се квалификовао |
| 2004/05. | 4    | Зона Морава            | 11.      | 30 | 9  | 9  | 12 | 43 | 44 | -1  | 36  | Није се квалификовао |
| 2005/06. | 4    | Зона Морава            | 14.      | 30 | 10 | 6  | 14 | 54 | 61 | -7  | 36  | Није се квалификовао |
| 2006/07. | 5    | Моравичка окружна лига | -        | -  | -  | -  | -  | -  | -  | -   | -   | Није се квалификовао |
| 2007/08. | 4    | Зона Морава            | 3.       | 38 | 17 | 10 | 11 | 61 | 49 | +12 | 61  | Није се квалификовао |
| 2008/09. | 4    | Зона Морава            | 10.      | 34 | 11 | 11 | 12 | 42 | 44 | -2  | 44  | Није се квалификовао |
| 2009/10. | 4    | Зона Морава            | 6.       | 30 | 14 | 6  | 10 | 45 | 44 | +1  | 48  | Није се квалификовао |
| 2010/11. | 4    | Зона Морава            | 8.       | 30 | 13 | 4  | 13 | 54 | 53 | +1  | 43  | Није се квалификовао |
| 2011/12. | 4    | Зона Морава            | 9.       | 28 | 9  | 8  | 11 | 31 | 44 | -13 | 35  | Није се квалификовао |
| 2012/13. | 4    | Зона Морава            | 10.      | 30 | 9  | 10 | 11 | 30 | 33 | -3  | 37  | Није се квалификовао |
| 2013/14. | 4    | Зона Морава            | 4.       | 30 | 13 | 7  | 10 | 45 | 37 | +8  | 46  | Није се квалификовао |
| 2014/15. | 4    | Зона Морава            | 4.       | 30 | 14 | 6  | 10 | 42 | 25 | +17 | 48  | Није се квалификовао |
| 2015/16. | 4    | Зона Морава            | 4.       | 28 | 13 | 6  | 9  | 36 | 28 | +8  | 45  | Није се квалификовао |
| 2016/17. | 4    | Зона Морава            | 10.      | 30 | 9  | 6  | 13 | 36 | 45 | -9  | 33  | Није се квалификовао |
| 2017/18. | 4    | Зона Морава            | 9.       | 28 | 9  | 4  | 15 | 32 | 35 | -3  | 31  | Није се квалификовао |
| 2018/19. | 4    | Зона Западно-моравска  | -        | -  | -  | -  | -  | -  | -  | -   | -   | -                    |

## Бивши играчи
- Филип Лукић
- Драгољуб Рајковић-Гари
- Вељко Неговановић